# S/2003 J 19
S/2003 J 19 — нерегулярний супутник Юпітера.

## Відкриття
Відкритий у 2003 році Бреттом Гледменом та ін.

## Орбіта
Супутник виконує повний оберт навколо Юпітера на відстані приблизно 22 709 000 000 км.  Сидеричний період обертання становить 699,125 земних діб.  Орбіта має ексцентриситет ~0,1961.
S/2003 J 19 належить до групи Карме (супутники, орбіти яких розташовані на відстані від 23 до 24 Гм від Юпітера). Нахил його орбіти становить приблизно 165°.

## Фізичні характеристики
Супутник має 2 кілометри в діаметрі, альбедо 0,04. Оціночна густина 2,6 г/см³.